# سليم الثالث

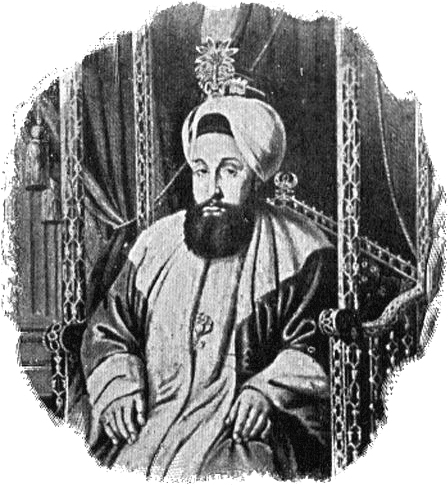
السلطان سليم الثالث

سليم الثالث بن مصطفى الثالث أحمد الثالث بن محمد الرابع بن إبراهيم الأول بن أحمد الأول بن محمد الثالث بن مراد الثالث بن سليم الثاني بن سليمان القانوني بن سليم الأول بن بايزيد الثاني بن محمد الفاتح بن مراد الثاني بن محمد الأول جلبي بن بايزيد الأول بن مراد الأول بن أورخان غازي بن عثمان بن أرطغرل. (1175 هـ / 1761م - 1222 هـ / 1808م) هو أحد خلفاء الدولة العثمانية. تولى السلطة بعد وفاة عمه عبد الحميد الأول سنة 1203 هـ وكانت المعارك الحربية مستمرة، فأعطى وقته وجهده للقتال، وكان من أصحاب الهمة العالية والمصلحين في عصره.

## أسرته

### زوجاته
- نافيزار سلطان - Nef-i Zar Sultan
- حسني ماه سلطان - Husn-i Mah Sultan
- زيبيفير سلطان - Zib-i Fer Sultan
- أفيتاب سلطان - Afitab Sultan
- نوري الشمس سلطان - Nur-i Şems Sultan
- رعفت سلطان - Re'fet Sultan
- كونجا نيكار سلطان - Gonca-nigar Sultan
- ديم هوش سلطان - Dem-hoş Sultan
- طابي صافا سلطان - Tab-i Safa Sultan

### أبناؤه
- شاهزاده عثمان - Şahzade Osman
- شاهزاده جيهانكير - Şahzade Cihangir
- شاهزاده بايزيد - Şahzade Beyazit

### بناته
- هانزاد - Hatzade
- ماهيفروز - Hanzade

## بداية عهده
حينما ضعفت الجيوش العثمانية، واتحدت الجيوش الروسية والنمساوية تمكنت روسيا من الاستيلاء على الأفلاق والبغدان وبساربيا، واستطاعت النمسا احتلال بلاد الصرب وعاصمتها بلغراد. ونتيجة لعدم استمرار التحالف النمساوي الروسي، تنازلت النمسا عن الصرب للدولة العثمانية سنة 1205 هـ لتتفرغ للثورة الفرنسية التي أخذت تشعل أوروبا شيئا فشيئا لا سيما مع بروز نجم نابليون بونابرت وهزيمته للجيوش الإيطالية والنمساوية مرة تلو الأخرى. أما روسيا فقد استمرت روسيا في حربها، واستولت على بعض المدن وارتكبت جرائم كثيرة. تدخلت إنجلترا وهولندا وبروسيا للصلح بين الطرفين خوفا على مصالحها فكانت معاهدة ياسي عام 1314هـ، وأخذت روسيا بموجبها بلاد القرم نهائيًا مع إقليمي بيسارابيا وأوزي.
كانت البلاد بحاجة لإصلاحات في كافة المجالات لا سيما الحربية حيث أن ضعف سلطات إسطنبول سبب استئثار بعض الولاة بولاياتهم وامتناعهم عن دفع الأموال المتفق عليها للخزينة السلطانية.

## الإصلاحات الداخلية
وبعد هدوء القتال على الجبهات انصرف الخليفة للإصلاحات الداخلية فبدأ بتعيين أحد الشبان المدعو كجك حسين باشا قبودانا عاما، وقد كان ملما ودارسا لأحوال أوروبا، فبذل جهده بإخلاص لتنقية الطريق التجارية البحرية من القراصنة، وأصلح الثغور وأنشأ القلاع عليها، وبنى عدة مراكب حربية على أحدث الأنماط الفرنسية والإنجليزية، وجلب العديد من المهندسين السويديين والفرنسيين المهرة لصب معظم قوالب المدفعية في طوبخانات الدولة، كما قام الخليفة بإنشاء سفارات دائمة لدى دول أوروبا الكبرى، واستغل انشغال الأوروبيين بمحاربة حكومة الثورة الفرنسية لتحديث دولته وجيشه، فاستقدم العديد من الخبراء والضباط الفرنسيين لتدريب وتحسين العساكر العثمانية، وكان هذه التحديثات تلقى ردود فعل سلبية جدا من الانكشارية.

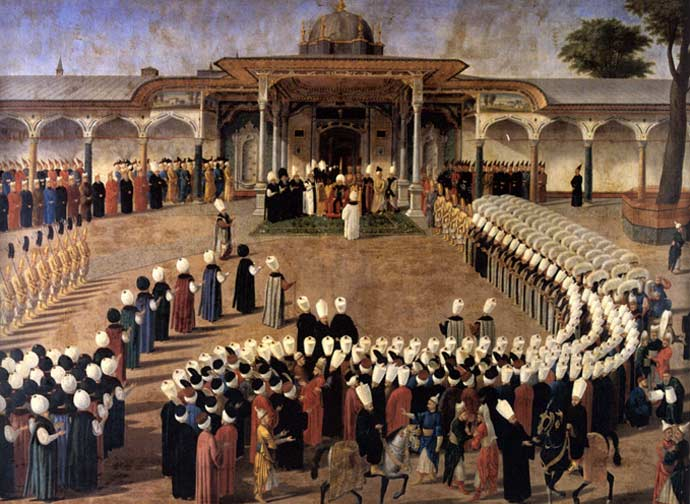
السلطان سليم الثالث يستقبل الأعيان في قصر طوب قابي.

عمل كجك حسين باشا على إصلاح مدارس البحرية والمدفعية (الطوبجبة)، وجهز مكتبة لمدرسة المدفعية وضع فيها أحدث ما سطر عن فن الحرب والرياضيات، كما كان يترجم كتب المهندس العسكري الفرنسي الشهير فوبان عن فنون التحصين.
عمل سليم الثالث على وضع خطة جادة لتوسيع رقعة التعليم في الدولة، فافتتح العديد من المدارس والمعاهد. وكان رجلا يعفو عند مقدرته فأكثر العفو على من كان يثور على بابه العالي، كما كان يكره الظلم حتى وإن كان على غير المسلمين، ويحارب أهله.

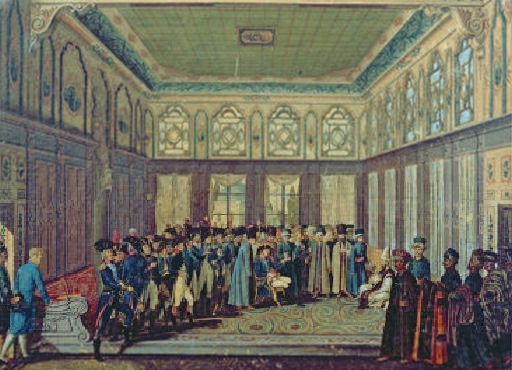
استقبال الصدر الأعظم للجنرال أوبرت دوبيت السفير والناصح العسكري الفرنسي في إسطنبول قبيل غزو نابليون لمصر.

## الحملة الفرنسية على مصر
في سنة 1799م 1213هـ دخلت فرنسا مصر بجيشها الذي يقوده نابليون بونابرت بدون إعلان الحرب على الدولة العثمانية، وكان قوام الجيش الفرنسي 36000 عسكري من العساكر التي تمرست في المعارك المختلفة بعد خبراتها في الحملة الفرنسية في إيطاليا، بالإضافة إلى 122 عالما في مختلف المجالات لدراسة الأرض المصرية، وكان الهدف الرئيسي من هذه الحملة السيطرة على طريق التجارة الإنجليزي الذي كان يستغل الأراض المصرية لإرسال البضائع الإنجليزية والمؤن والمواد الخام من وإلى الهند.
حاول نابليون أن يخدع الشعب المصري فأعلن بأنه صديق للخليفة العثماني وأنه جاء لطرد المماليك الذين عاثوا في الأرض الخراب، ولم يلبث المماليك أن خسروا أمام بونابرت في معركة الأهرام، ولم يقووا على الوقوف أمام المدفعية الفرنسية الحديثة. هاجم الأدميرال نلسون الإنجليزي الأسطول الفرنسي وأغرقه في معركة أبي قير، مما قطع طرق الإمداد على الحملة الفرنسية، كما أن انتشار الطاعون وقدوم فصل الشتاء أجبر نابليون على العدول عن توغله والتوقف على أسوار عكا والعودة إلى مصر. تعاونت الدولة العثمانية مع إنجلترا وروسيا لإخراج فرنسا من مصر، وأرسل العثمانيون وحلفاؤهم عدة حملات حتى تمكنوا من إجبار الفرنسيين على الجلاء التام.
راسل نابليون دار الخلافة عبر السفير العثماني في فرنسا لإعادة المودة بين البلدين كما كانت قبيل الحرب فوافق السلطان سليم لما كان يرى في ذلك ضمانا لعدم بقاء الإنجليز في مصر، ولقوة فرنسا العسكرية آنذاك، واستمرت الدولة العثمانيين باستقدام الضباط الفرنسيين لتحديث جيشها، أما الفرنسيين فقد تحصلوا على تجديد امتيازاتهم التجارية بعد أن كانت قد ألغيت خلال الاحتلال الفرنسي لمصر، كما سمح الباب العالي للسفن الفرنسية بمشاركة السفن الروسية الإبحار في البحر الأسود.

## النظام العسكري الجديد
شرع كجك حسين باشا في تنظيم الجند المشاة على النسق الأوروبي للتخلص من الانكشارية الذين غدوا سبب كل فتنة بالإضافة إلى أنهم أصبحوا عالة على الدولة، وسميت فرق المشاة الجديدة بـالنظام الجديد. تحصل الانكشارية مع مجموعة للعلماء المتشددين والمعادين للتغيير على فتوى بإبطال النظام الجديد لكونه مستوردا من الغرب، مما أرغم سليم الثالث على الانصياع لهم، فقام كجك حسين باشا باصطفاء نحو 600 من النظام الجديد الملغي وشكلهم مع مجموعة من الشبان المتطوعة في فوج واحد، وقام بالإنفاق عليهم من جيبه الخاص دون ن يعبأ بالانكشارية الذين راحوا يقفون أمام سراياه مهددين تارة ومستهزئين تارة أخرى.أبلى فوج القبودان كجك حسين باشا بلاء منقطع النظير عن أقرانه في أثناء حصار عكا من قبل جيوش نابليون مما دفع السلطان سليم إلى إعادة النظام الجديد مرة أخرى، وأمر بتدريب المزيد منهم مستغلا انشغال الانكشارية في محاربة الفرنسيين في مصر، كما أمر بفصل المدفعية عن الانكشارية وتنظيمها على النسق الأوروبي أيضا.حصلت فيما بعد مناوشات عديدة في الرومللي بين الانكشارية وعصابات بلقانية تابعة سريا لروسيا، ولم يتمكن الانكشارية من السيطرة على الوضع، وانفلت زمام الأمر، فأرسل الخليفة بعساكره الجدد لصد هذا البلاء عن العباد، فحظوا بالظفر على العصاة، وعاد الاستقرار للأهالي في البلاد، ففرح السلطان سليم ولم يكتف بإغداق الهبات والأعطيات على جنده بل إنه سطر فرمانا (قرارا) يسري على الولايات التركية والأوروبية، ويقضي بتجنيد جميع الشبان ذوي الـ25 عاما من الانكشارية والمدنية لضمهم للنظام الجديد فلم يقبل الانكشارية هذا الأمر، فأمر السلطان والي القرمان عبد الرحمن باشا الذي كان أحد أكير المؤيدين للإصلاح أن يأتي بكل قواته إلى الأستانة ومن ثم يتوجه لقمع كل انكشاري معارض، فحدثت صدامات عديدة في البلقان بين الطرفين لكنها لم تحسم الأمر، واضطرت العساكر النظامية الجديدة للعودة إلى الأستانة عندما أحس الخليفة باستفحال الثورة، وانضمام مجموعة من العلماء وعدد من الطلبة إليها، فعزل بعض الوزراء وعين آغا الانكشارية صدرا أعظما لتخفيف حدة الثورة في البلاد.

## العلاقة مع الدولة السعودية الأولى
بعث الأمير سعود الكبير بن عبد العزيز برسالة سنة 1218 هـ إلى السلطان سليم الثالث بعد أن فتح مكة يطلب فيها منع الطبول والمحمل والزمور إلى البلد المقدس من والي دمشق ووالي القاهرة

## قلاقل البلقان
حدثت فتنة في كبيرة في بلاد الصرب (صربيا) سببها وقوع ظلم الانكشارية على أهلها، فعهد السلطان سليم لوالي بلغراد بمحاربة الانكشارية ومجازاة الظالمين، فاستعان الوالي بالسباهي وطرد الانكشارية من بلاد الصرب ورفع ظلمهم، فطلبت العساكر الانكشارية العفو فعفا السلطان عنهم وسمح لهم بالعودة إلى صربيا مجددا.ما إن عاد الانكشارية إلى بلاد الصرب حتى عادوا للظلم والإفساد، وزاد بهم الأمر حتى قتلوا والي بلغراد نفسه، فأمر الخليفة والي البوسنة بمساعدة الشعب الصربي للقضاء على هذه الفئة الباغية، فتحالف مع من ثار من الصرب حتى تمكن من إقصاء الانكشارية نهائيا عن صربيا.

## الحلف الإنكليزي الروسي
نشأ هذا الحلف في سبيل إضعاف الإمبراطور الفرنسي نابليون الذي كانت جيوشه تهيمن على معظم أوروبا، وتلحق الهزائم المتتالية بممالكها الكبرى، فشنت روسيا حربا برية على الدولة العثمانية لاحتلال ولايتي الأفلاق والبغدان (رومانيا حاليا)، كما عسكرت السفن الإنكليزية أمام الدرنديل.
أما الإنكليز فقد أرسلوا لائحة يطلبون فيها فك الحلف مع فرنسا، وإجلاء الضباط الفرنسيين، والاتحاد مع إنكلترا، ومنح الولايتين الرومانية لروسيا، وتسليم السفن العثمانية، بالإضافة إلى إعلان الحرب على فرنسا، وإلا فإن الأستانة ستتلقى نيران البحرية الإنكليزية. قرن قائد الأسطول الإنجليزي القول بالفعل فاجتاز الدرنديل ودمر كل السفن العثمانية الراسية هناك، ولم يتمكن العثمانيون من إنهاء تحصيناتهم في الوقت المناسب، وعادت البحرية الإنكليزية للانتظار مجددا ليتم تنفيذ طلباتها. تشاور رجال الدولة العثمانية، ورأوا الإذعان لطلبات الإنكليز فأرسلوا مندوبا إلى الجنرال سبستياني الفرنسي يطلب منه مغادرة الربوع العثمانية مع من معه من الضباط الفرنسيين، لكن سبستياني أصر على مقابلة الخليفة بنفسه، فأخبر السلطان سليم أن نابليون سيرسل جيوشه المعسكرة على سواحل إيطاليا إلى الأستانة لدعم الموقف، وأن الإنكليز لو رأوا مقاومة من العثمانيين لخافوا على تجارتهم من البوار في الولايات العثمانية.

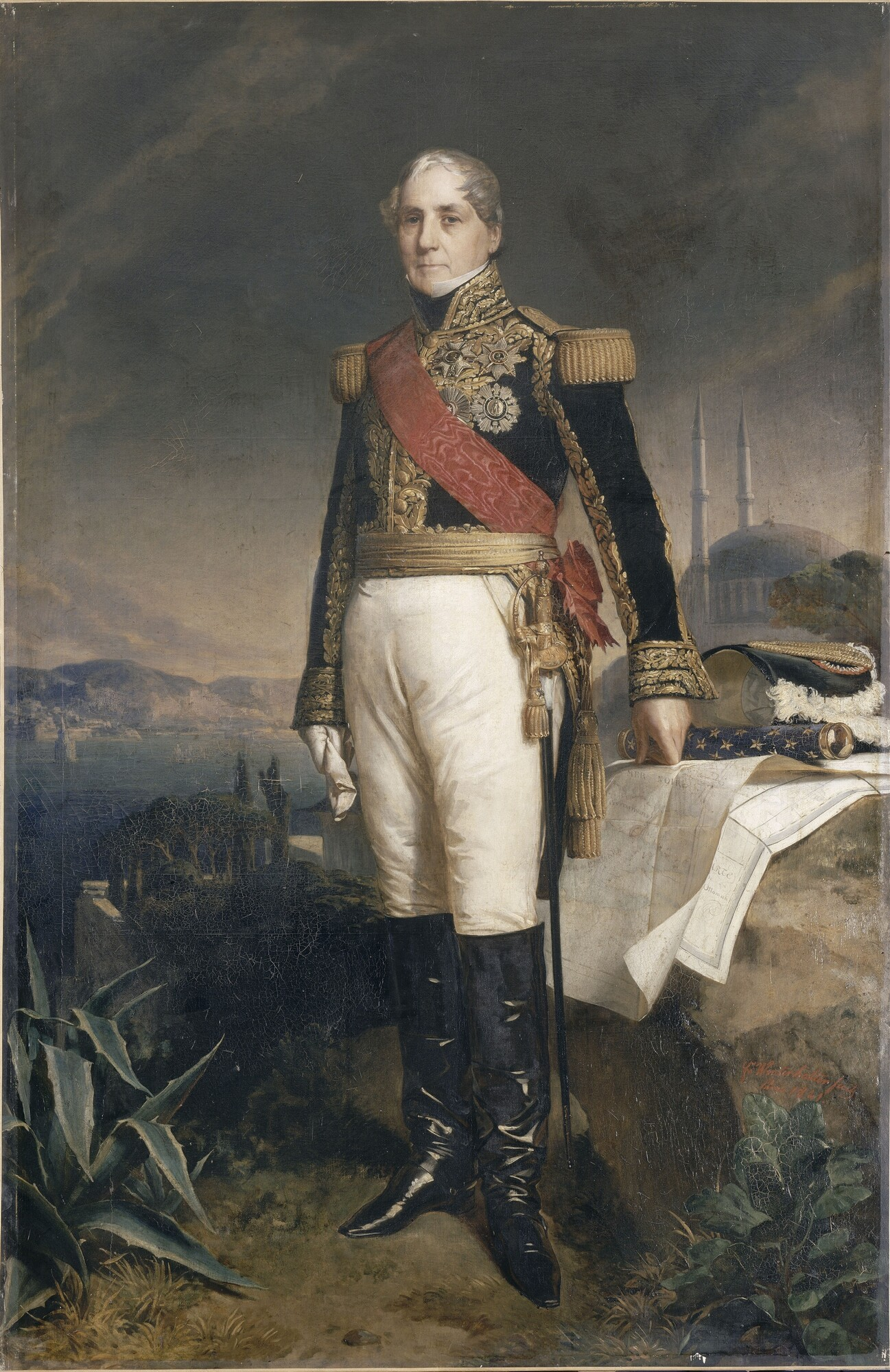
سفير فرنسا هوراس سبيستياني الذي قدم النصيحة العسكرية للسلطنة العثمانية خلال تحصين الدردنيل.

جهز الملحق الفرنسي مخططا لتحصين الاستانة بالسرعة القصوى، وشكلوا فرقة من 200 عسكري فرنسي لمحاربة الإنكليز وقت الحاجة، ودأب الناس على العمل على التحصينات حتى أنهوها في بضعة أيام، وقد شارك الشيوخ والأطفال والنساء في هذا العمل الذي كان يصل الليل بالنهار، وعملت السفن المتبقية على سد مداخل البوسفور لتأخير الإنكليز، وكان السلطان سليم يشرف بنفسه على سير المشروع. عندما تحقق الأسطول الإنكليزي من ضعف موقفه وقرب نهاية الاستحكامات العثمانية، عاد يجر أذيال الخيبة.
سار الصدر الأعظم مع عساكر النظام الجديد والانكشارية بالإضافة إلى والي البوسنة ومصطفى باشا البيرقدار حاكم مدينة روستجق (روسة حاليا) البلغارية لحرب روسيا، وامتدت هذه الحرب حتى عهد السلطان محمود الثاني.

## عزل الخليفة سليم الثالث
راجع: الانقلابات على القصر العثماني 1807-1808
توفي مفتي الدولة العثمانية الذي كان –- من أشد المعضدين للإصلاح، فخلفه رجل كان على عكسه تماما فاتحد مع مجموعة من العلماء والجهال والمنتفعين من رجال الدولة لعزل السلطان، فراحوا يحرضون من انخرط من شبان الانكشارية في السلك العسكري الجديد متحججين أن الملابس النظامية الجديدة هي أزياء خاصة بالنصارى مخالفة للقرآن الكريم والسنة الشريفة، ولقت سمومهم رواجا عند الجهال والمنتفعين وحصلت فتن عديدة في كثير قلاع الدولة، لم يدر سليم الثالث عنها إلا متأخرا بسبب قيام القائم مقام بتعتيم الصورة عليه.
ابتهل المتآمرون لنجاحهم الجزئي، وتشجعوا على المضي قدما في مخططهم مستغلين سفر الجيوش مع الصدر الأعظم وانشغالها بحرب روسيا، فاجتمعت الجنود الانكشارية مع إخوانهم غير المنتظمين بتدبير المفتي الجديد ومن عاضده من بعض الرجالات في الدولة في منطقة خارج الأستانة، حتى إذا استعدوا دخلوا الأستانة، وقتلوا كل الوزراء والأعيان المؤيدين للإصلاح العسكري والنظام الجديد.
سارع السلطان بعزل وزرائه وتعيين من قد يحاذي رأي الثائرين لإسكاتهم، ولكنه لم يسلم من شرهم، حيث أنهم كانوا يخشون أن يعود لتنفيذ مشاريعه العسكرية الإصلاحية، فأفتى مفتي الدولة العثمانية الجديد بأن أي خليفة يدخل أنظمة الغرب وطرقهم في الدولة، ويجبر رعاياه على اتباعها غير صالح للولاية، فعزلوه وأسروه، وولي من بعد مصطفى الرابع.

## البيرقدار يتوجه إلى الأستانة لمعاقبة الثائرين
حدث في عهد مصطفى الرابع هدنة مؤقتة مع روسيا فسار مصطفى باشا البيرقدار على رأس 16 ألف عسكري إلى الأستانة لإعادة السلطان سليم لحكم البلاد، ولكن رجال مصطفى الرابع قتلوا السلطان سليم الثالث ظنا منهم أن ذلك قد يخمد الثورة، إلا أن الثائرين اشتعلوا غضبا، وانتهى الأمر بعزل وقتل مصطفى الرابع، وتولية محمود الثاني.

## الهوامش
1. ↑  العيسى (1415-1995). ص 70
2. ↑  أمين الريحاني (1954). تاريخ نجد الحديث وملحقاته (PDF) (ط. الثانية). بيروت: دار ريحاني. ص. 70. مؤرشف من الأصل (PDF) في 27 سبتمبر 2021. {{استشهاد بكتاب}}: تحقق من التاريخ في: |سنة= (مساعدة)

## روابط خارجية
- سليم الثالث على موقع الموسوعة البريطانية (الإنجليزية)
- سليم الثالث على موقع ميوزك برينز (الإنجليزية)